# Irma Rosenberg
Irma Rosenberg  (* 5. März 1909 in Komotau, Böhmen; † 2. Jänner 2000 in Wien) war eine deutsche Schauspielerin und politische Aktivistin der Deutschen sozialdemokratischen Arbeiterpartei in der Tschechoslowakischen Republik zuerst bis 1939 in der Tschechoslowakei und darauf im britischen Exil.

## Leben
Irma Rosenberg begann mit acht Jahren im städtischen Theater von Karlsbad aufzutreten. Nach einer Lehre als Modistin verfolgte sie weiter ihre Karriere als Schauspielerin mit Auftritten in Karlsbad und Aussig, wo sie den dort als Regieassistenten und Journalisten arbeitenden Hans Rosenberg kennenlernte, den sie 1929 heiratete. Da ihr Mann wegen seiner antinazistischen Gesinnung seine Arbeit verlor, migrierten die beiden 1935 nach Österreich, wo aufgrund der Wirtschaftskrise für die beiden auch kein sicheres Auskommen zu finden war. So kehrten sie 1936 in die Tschechoslowakei nach Reichenberg zurück, wo Hans Rosenberg Mitglied der Deutschen sozialdemokratischen Arbeiterpartei in der Tschechoslowakischen Republik wurde und für deren Parteizeitung Der Freigeist zu arbeiten begann. Irma Rosenberg trat in Reichenberg im sozialdemokratischen Kabarett der 13 auf und spielte im vom sozialdemokratischen Bildungswerk inszenierten Stücken von Bertolt Brecht die Hauptrolle. Sie selbst trat der Partei 1938 bei.
Nach der Annexion des Sudetenlands durch das nationalsozialistische Deutschland floh das Ehepaar nach Prag, von wo sie mit Hilfe der Sozialdemokratischen Partei 1939 nach Großbritannien ins Exil gingen. Dort setzte Irma Rosenberg ihr Engagement für die sozialdemokratische Kulturarbeit fort. Im Dezember 1945 kehrte sie mit ihrem Mann in die Tschechoslowakei zurück und die beiden traten der tschechischen Sozialdemokratie bei. Nach der Machtübernahme der Kommunisten floh das Ehepaar am 10. Mai 1948 in die Amerikanische Besatzungszone in Deutschland, wo Hans Rosenberg eine Anstellung bei den US-Besatzungsbehörden fand. 1958 wanderten sie nach Österreich aus und siedelten sie sich in Klosterneuburg bei Wien an.
Im Andenken an Irma Rosenberg schrieb die Österreichische Gesellschaft für Zeitgeschichte und die Kulturabteilung der Stadt Wien im Jahr 2010 erstmals den Irma-Rosenberg-Preis für die Erforschung der Geschichte des Nationalsozialismus aus.